# Muzungu Sisters
Muzungu Sisters je módní společnost založená v roce 2009 (projekt spuštěn v roce 2011) Tatianou Casiraghi a Danou Alikhani. Slovo „Muzungu“ ve svahilštině znamená „cestovatel“ nebo „poutník“.

## Mise
Objednávají ručně vyráběné zboží od řemeslníků ze vzdálených komunit, kteří by se jinak nikdy neprosadili. Jedná se o „udržitelnou“ společnost, pro kterou jsou důležité „poctivé pracovní postupy“. Se zaměřením na „jemné řemeslo, přírodní materiály a tradiční techniky“ se zakladatelé inspirují cestováním, přáteli, rodinou a street stylem.

## Zakladatelé

### Dana Alikhani
Dana Alikhani je Íránka, ale narodila se a vyrostla na Kypru. Má bakalářský titul v oboru sociální antropologie ze SOAS a magisterský titul z Kolumbijské univerzity v oblasti lidských práv. Svou pozornost zaměřila na etické pracovní praktiky, což byl zájem, který ji nakonec přivedl k založení Muzungu Sisters.
Před založením společnosti v roce 2011 zastávala pozice v Úřadu Vysokého komisaře OSN pro uprchlíky (UNHCR) a působila jako analytička obchodních rizik na Blízkém východě v Londýně.

### Tatiana Casiraghi
Tatiana Casiraghi, rozená Santo Domingo, je Brazilka z matčiny strany, Kolumbijka z otcovy strany. Je vdaná za Andreu Casiraghiho, nejstaršího syna Caroline, princezny z Hannoveru. Tatiana získala titul BFA ve vizuální komunikaci na Americké univerzitě v Londýně se zaměřením na fotografii. Předtím, než začala spolupracovat s Danou, pracovala v módním průmyslu.

## Sídlo společnosti
Muzungu Sisters Ltd. sídlí v Londýně. Výstavní prostor mají na 242 Acklam Road. Prodej se provádí primárně online prostřednictvím jejich oficiálních webových stránek a masových prodejců, jako je YOOX Net-a-Porter Group. 